# 4 Armia Sił Powietrznych i Obrony Przeciwlotniczej
4 Armia Sił Powietrznych i Obrony Przeciwlotniczej (ros. 4-я Краснознамённая армия Военно-воздушных сил и Противовоздушной обороны (4 А ВВС и ПВО)) – związek operacyjny Sił Zbrojnych Federacji Rosyjskiej, służący w Siłach Powietrznych Federacji Rosyjskiej w ramach Południowego Okręgu Wojskowego.

## Formowanie i zmiany organizacyjne
W lutym 2010  wprowadzona została w życie Doktryna Wojenna Federacji Rosyjskiej. Utworzone zostały cztery dowództwa operacyjno-strategiczne, a w ślad za nimi cztery okręgi wojskowe. Każdemu z nich podporządkowano jedno dowództwo SPiOP. W Południowym Okręgu Wojskowym  na bazie 4 ALiOP i 5 ALiOP utworzono 4 Dowództwo SPiOP. Korpusy i dywizje obrony powietrznej przeformowano w brygady Obrony Powietrzno-Kosmicznej, włączając w ich struktury elementy wojsk radiotechnicznych.

1 sierpnia 2015 dekret prezydenta Federacji Rosyjskiej powołał w miejsce Dowództwa Sił Powietrznych i Dowództwa Obrony Powietrzno-Kosmicznej Główne Dowództwo Sił Powietrzno-Kosmicznych. Na bazie Sił Powietrznych i Wojsk Powietrzno-Kosmicznych powstały Siły Powietrzno-Kosmiczne. 4 Dowództwo SPiOP przekształcone zostało na powrót w 4 ALiOP i 5  ALiOP.